# Lupe Fuentes
Lupe Fuentes, pseudonimo di Zuleidy Piedrahita Vergara (Cali, 27 gennaio 1987), è una cantante, produttrice discografica, d.j. ed ex attrice pornografica ispano-colombiana.

## Biografia

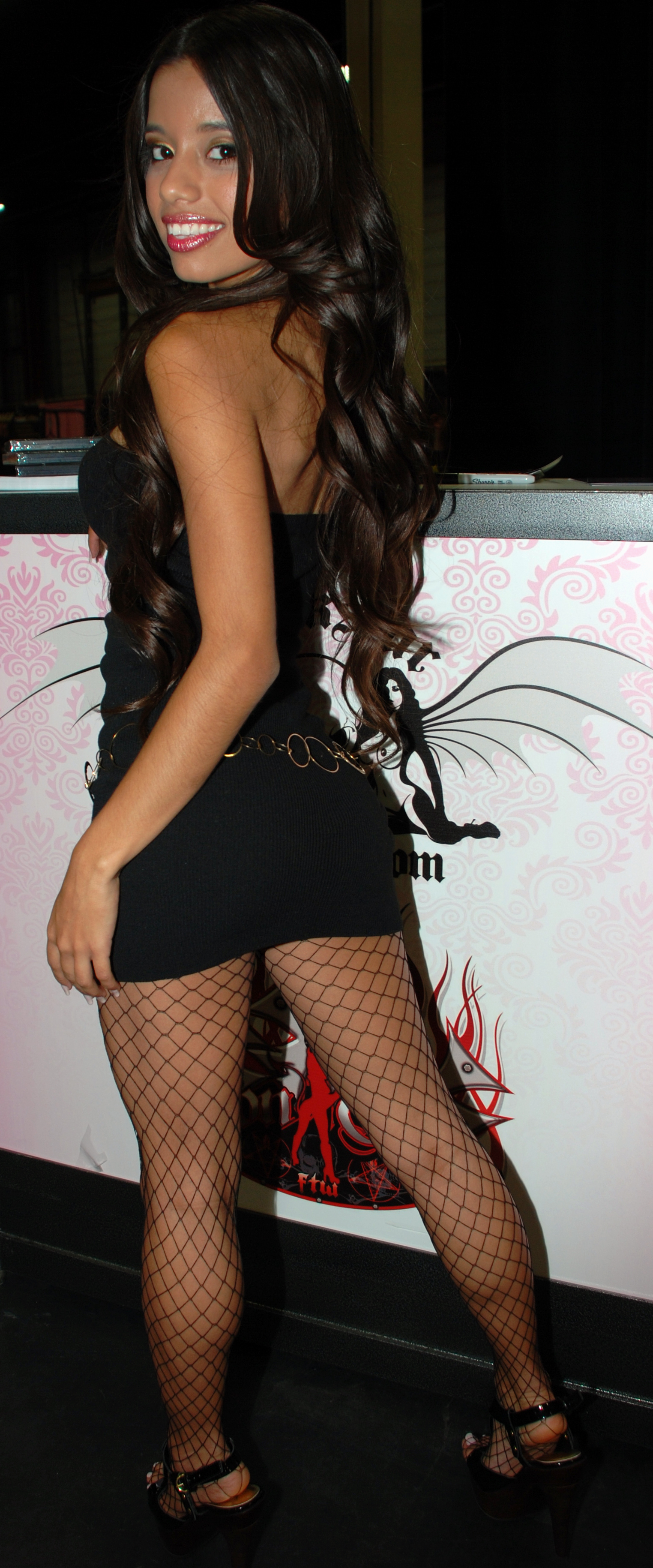
Lupe Fuentes nel 2009

Nata a Santiago de Cali da madre colombiana e padre spagnolo, crebbe in Europa nel paese paterno; lavorò dal 2007 nell'industria pornografica con lo pseudonimo Zuleidy  prima di trasferirsi negli Stati Uniti e cambiarlo in Lupe. Il 10 giugno 2009 la Teravision ha annunciato di aver firmato con lei un contratto. Oltre ai film, ha lavorato anche come modella su internet con lo pseudonimo di Little Lupe.
Nel periodo di agosto 2009, l'aspetto giovanile della Fuentes fu la causa di un disguido ai danni di Carlos Simon-Timmerman, un residente di New York che stava rientrando da un viaggio in Venezuela quando fu arrestato al Luis Muñoz Marín International Airport di San Juan, Puerto Rico con l'accusa di possesso di materiale pedopornografico perché gli agenti trovarono in suo possesso due video di Lupe. Durante il processo, nell'aprile del 2010, il procuratore federale presentò la testimonianza di un agente dell'Immigration and Customs Enforcement americano e di una pediatra che affermarono che la Fuentes aveva meno di 18 anni quando il video fu girato, basandosi sulla scala di Tanner. Il pubblico avvocato difensore contattò la Fuentes attraverso MySpace per convincerla a testimoniare in favore del suo assistito. Dopo che Lupe fornì le documentazioni che provarono che il video fu filmato quando lei aveva 19 anni, il caso fu chiuso e le accuse contro Simon-Timmerman furono ritirate.
Durante il mese di marzo 2011 venne diffuso un mandato dell'Interpol perché sospetta in relazioni di affari di pornografia infantile del suo ex marito Pablo Lapiedra.
Nel 2012, la Fuentes decide di dare una svolta alla sua vita intraprendendo la carriera musicale; dopo aver scritto e registrato alcune canzoni, fonda un gruppo musicale chiamato "The Ex Girlfriends". Il video musicale del loro primo singolo, We are the Party, riceve 3 milioni di visualizzazioni in sole 3 settimane. Il loro primo album sarà pubblicato nel 2013.
Nel febbraio 2013, Lupe lancia il suo canale YouTube ufficiale dedicato alla pubblicazione di tutorial di trucco e manutenzione dei capelli, ricette di cucina, video su prodotti per il benessere e la bellezza e video di svago che trattano di fitness e shopping.

## Vita privata

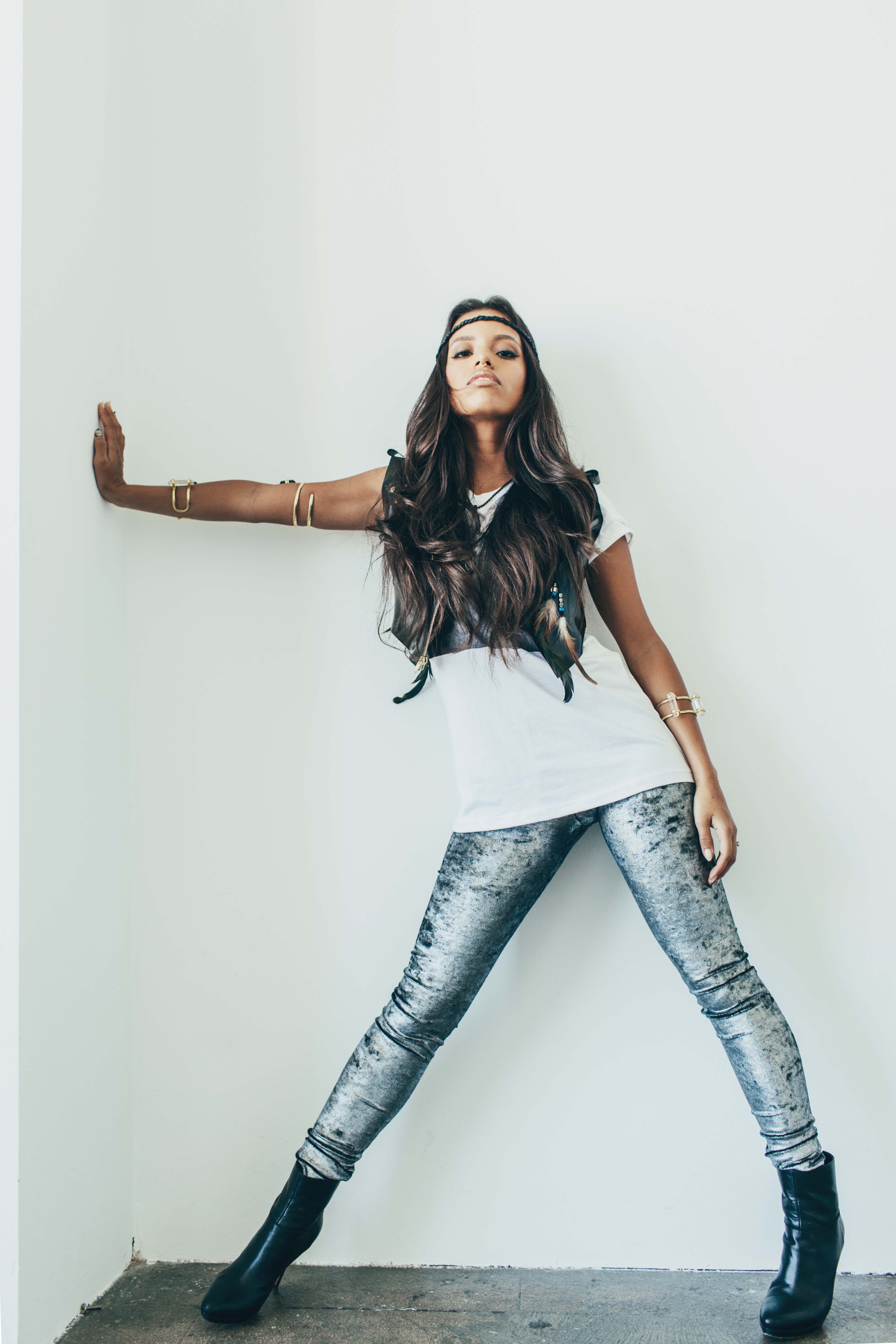
Lupe Fuentes nel 2014

Il 15 marzo 2007 ha sposato il regista pornografico spagnolo Pablo Lapiedra, da cui si è separata qualche anno dopo.
Nel 2011 si sposa con Evan Seinfeld.

## Riconoscimenti
F.A.M.E Award
- 2010 – Favorite New Rookie (Fan Award)[15]

Altri premi e nomination
- 2006 FICEB Ninfa Prize nomination – Best New Spanish Actress – Posesión[16]
- 2009 Hot d'Or nomination – Best European Actress – 100% Zuleidy[17]
- 2010 AVN Award nomination – Best New Web Starlet[18]
- 2010: XFANZ Award: Latina Pornstar of the Year[19]

## Filmografia
- Depravada (2006)
- Especial Lucia La Piedra (2007)
- La Venganza de las Ninfas (2007)
- Little Lupe 1 (2007)
- Little Lupe 2 (2007)
- Pasion (2007)
- Pornostamps (2007)
- Posesion (2007)
- Woman Pink Hair (2007)
- Little Lupe 3 (2008)
- Private Xtreme 43: 100% Zuleidy: Top Anal Teen (2008)
- Interactive Girlfriend Sexperience (2009)
- Private Life of Jennifer Love 3 (2009)
- Best Of Threesomes With Big Boob Girls (2010)
- Lolita (2010)
- Playboy Radio 6 (2011)
- I Love Lupe 1: Forbidden Fantasies (2012)